# Greda (Gradiška)
Greda (en cirílico: Греда) es una aldea de la municipalidad de Gradiška, Republika Srpska, Bosnia y Herzegovina.
Se encuentra incluida administrativamente con la comunidad de Kozinci.

## Población
| Composición de la Población - Aldea de Greda | Composición de la Población - Aldea de Greda | Composición de la Población - Aldea de Greda | Composición de la Población - Aldea de Greda | Composición de la Población - Aldea de Greda |
| -------------------------------------------- | -------------------------------------------- | -------------------------------------------- | -------------------------------------------- | -------------------------------------------- |
|                                              | 2013                                         | 1991                                         | 1981                                         | 1971                                         |
| Total                                        | 118                                          | 159 (100,0%)                                 | 192 (100,0%)                                 | 177 (100,0%)                                 |
| Varones                                      | 58                                           | -                                            | -                                            | -                                            |
| Mujeres                                      | 60                                           | -                                            | -                                            | -                                            |
| Bosniacos                                    | -                                            | -                                            | 2 (1,042%)                                   | 3 (1,695%)                                   |
| Serbios                                      | 112                                          | 137 (86,16%)                                 | 174 (90,63%)                                 | 159 (89,83%)                                 |
| Croatas                                      | 5                                            | 2 (1,258%)                                   | 10 (5,208%)                                  | 12 (6,780%)                                  |
| Bosnio                                       | -                                            | -                                            | -                                            | -                                            |
| Gitanos                                      | 1                                            | -                                            | -                                            | -                                            |
| Musulmanes                                   | -                                            | -                                            | -                                            | -                                            |
| Montenegrinos                                | -                                            | -                                            | -                                            | -                                            |
| Macedonios                                   | -                                            | -                                            | -                                            | -                                            |
| Albaneses                                    | -                                            | -                                            | -                                            | -                                            |
| Yugoslavos                                   | -                                            | 7 (4,403%)                                   | 1 (0,521%)                                   | -                                            |
| Ukranianos                                   | -                                            | -                                            | -                                            | -                                            |
| Eslovenos                                    | -                                            | -                                            | -                                            | -                                            |
| Ortodoxos                                    | -                                            | -                                            | -                                            | -                                            |
| Otros                                        | -                                            | 13 (8,176%)                                  | 5 (2,604%)                                   | 3 (1,695%)                                   |
| Sin declarar                                 | -                                            | -                                            | -                                            | -                                            |
| Desconocidos                                 | -                                            | -                                            | -                                            | -                                            |